# Jødedom
Jødedommen er jøders traditionelle religion og den ældste af de tre store monoteistiske verdensreligioner (de tre abrahamitiske verdensreligioner): jødedommen, kristendommen og islam. Kristendommen og islam kan spore deres forhistorie tilbage til jødedommens tidlige former. Centralt i jødedommen står en række hellige skrifter, først og fremmest den jødiske Bibel Tanakh (som stort set er lig med Det Gamle Testamente i den kristne Bibel) og dernæst Talmud.
Jødedommen kaldes undertiden "den mosaiske tro".
Jødedommen praktiseres af ca. 14 mio. mennesker over hele verden, heraf de fleste bor i den jødiske stat Israel (ca. 6 mio.) og USA (ca. 5 mio.). I Danmark bor der ca. 6.500 jøder. Ca. 0,2% af verdens befolkning er jøder.
Jødedommen er en såkaldt "etnoreligiøs" religion, dvs. at den er knyttet til et bestemt folk, nemlig det jødiske folk. Ordene "jøde" og jødisk" er – ud over at være religiøse betegnelser – også etniske betegnelser, der angiver et tilhørsforhold til det jødiske folk. At være etnisk jøde er at være født af en jødisk mor, ligegyldigt hvem der er ens far. Herudover medtælles også dem, der er konverteret til jødedommen (som religion). I de officielle statistikker regnes almindeligvis kun med personer, der selv betegner sig som jøder, hvad enten de praktiserer religionen eller ikke. Som etnisk betegnelse er der ikke tale om en national bestemmelse, idet jøder tilhører forskellige nationer over hele verden (f.eks. USA og Israel).

## Grundtræk i jødedommen
Jødedommen er en monoteistisk religion, dvs. at den siger, at der kun er én Gud. Det forbydes udtrykkeligt at dyrke andre guder (afgudsdyrkelse) (2. Mosebog, 20,4-6). Denne Gud, som hedder Jahve, er almægtig, alvidende og evig. Jahve må ikke afbildes, og hans navn må ikke udtales. I de jødiske hellige skrifter forekommer hellignavnet JHVH (tetragrammet), hvilket ved højtlæsning erstattes med adonai (Herren), hashem (Navnet) eller lignende. Jahve har åbenbaret sig for det jødiske folk. Denne åbenbaring er beskrevet i den jødiske bibel - Tanakh - ifølge hvilken han udvælger netop dette folk som sit eget.
I forbindelse med åbenbaringen har Jahve givet det jødiske folk Moseloven (Torah) med dens 613 bud (mitzvot), hvis overholdelse er central i jødisk religion. Moseloven indeholder bestemmelser om samfundsforhold, om helligdage, om gudstjeneste og om, hvad det er tilladt at spise.

### Pagten mellem Jahve og det jødiske folk
Centralt i jødedommen er tanken om, at Jahve har indgået nogle pagter (aftaler) med det jødiske folk ("Israel"). Dengang hed jøderne "israelitter". Her tænkes f.eks. på den pagt, som Jahve ifølge Tanakh indgik med Abraham (1. Mosebog 17, 7-14). Der tænkes dog specielt på den pagt, som Jahve indgik ved Sinaibjerget med det israelitiske folk, med Moses som mellemmand. Denne pagt gik ud på, at Israel ville "være min [hans] ejendomsfolk, ene af alle folkene ... et kongerige af præster og et helligt folk for mig (2. Mosebog 19, 5-6).
Der var dog betingelser for denne pagt: "Hvis I adlyder mig og holder min pagt ..." (2. Mosebog 19, 5). Israelitterne må ikke dyrke andre guder end Jahve, og de skal overholde de bud, som Jahve bekendtgør for Moses. Derefter bekendtgjorde Moses alle buddene (retsreglerne") for israelitterne, og de svarede: "Vi vil adlyde Herren [Jahve] og gøre alt, hvad han befaler." (2. Mosebog, 24,3). Moseloven blev derved på en måde pagtens tekst.
Pagtslutningen på Sinaibjerget udtrykker jødedommens grundlæggende ide: Jahve er Israels Gud, og Israel er Jahves folk.
Tanken om det jødiske folk som Guds udvalgte folk er baseret på Jahves pagt med Abraham og senere med Moses på Sinaibjerget. Moderne jødedom forstår "udvalgthed" som en stor etisk forpligtelse til at være mægler mellem Gud og alle mennesker. Tesen om det "udvalgte folk" betyder ikke nogen overlegenhed hos den troende jøde frem for andre mennesker. Det er snarere en særlig forpligtelse til at handle strengt efter Guds vilje. At høre til det udvalgte folk betyder, at man bør overholde Moselovens bud.
I jødedommen er der et universelt perspektiv; et perspektiv der er rettet mod alle folkeslag. Guds løfte til Abraham rækker videre ud til alle folkeslag: "I dig skal alle jordens slægter velsignes" (1. Mosebog, 12,3). Den frelse, som historien bevæger sig frem mod, sigter på hele menneskeheden (Esajas´ Bog, 66,18).

### De sidste tider
Den jødiske eskatologi (læren om de sidste tider) indbefatter nogle bestemte begivenheder:
- Gud vil hjælpe det jødiske folk tilbage til Israels land
- Gud vil genoprette templet i Jerusalem
- Gud vil udnævne en konge af Davids slægt (dvs. Messias) til at lede det jødiske folk og verden og til at indlede den messianske tidsalder, som er kendetegnet ved retfærdighed og fred
- Alle hedenske nationer vil anerkende Israels Gud som den eneste sande Gud og vil samles på Zions bjerg
- Gud vil oprejse de døde og vil dømme alle sjæle
- Gud vil skabe en ny himmel og en ny jord

Disse overbevisninger har udviklet sig over tid, og ifølge nogle forfattere er der steder i Toraen, der taler om et personligt liv efter døden med belønning eller straf.
Livet efter døden er kendt som olam ha-ba (på hebraisk: עולם הבא, ("den kommende verden")) og er relateret til begreberne Gan Eden ("Edens have" eller "Paradis") og Gehenna (straffestedet).  Selve udtrykket "olam ha-ba" forekommer dog ikke i den jødiske Bibel. Det er en udbredt jødisk opfattelse, at det ikke er muligt for levende mennesker at vide, hvordan den kommende verden er.

### Messias
Messias (hebraisk: מָשִׁיחַ, romaniseret: māšīaḥ) er en central skikkelse i jødisk eskatologi. Messias er jødernes fremtidige frelser. Det hebraiske ord "masjiah" (מָשִׁיחַ) betyder "den salvede". I det gamle Israel salvede man præster og konger med en hellig salveolie, når de blev indviet til deres gerning. Man mente, at salvningen på en særlig måde inddrog den salvede person i hellighedens sfære.
I en senere jødedom blev Messias en betegnelse for den fremtidige idealkonge, Israels frelser. Denne idealkonge ville være af Davids slægt. Messias forventedes at blive salvet med en hellig salvelsesolie og regere det jødiske folk som en retmæssig konge i den kommende messianske tidsalder. Han skulle oprette et herlighedsrige for Israel og befri jøderne fra fremmed styre, besejre hedningefolkene og herske over hele verden med retfærdighed i en kommende tidsalder.
Senere igen, i den antikke jødedom, kom der sideløbende en anden forståelse af Messiasbegrebet. Nogle jøder så Messias som en overnaturlig, guddommelig skikkelse, en frelser, hvis komme ville ændre alt. For dem var denne frelser en person, der var udvalgt af Gud, men i modsætning til alle tidligere ledere skulle han skabe en radikalt ny drejning hen imod "shalom" (fred, velfærd for alle). Hans opgave ville ikke være midlertidig, men evig.
Denne forståelse af Messias blev forbundet med tanken om en dommedag for alle mennesker - ikke blot for de levende, men også for de døde. Alle de døde ville opstå med deres legemer for at modtage deres dom. De retfærdige ville blive belønnet og ført ind i Messias´ evige rige, mens alle de andre ville blive dømt til en evig pinsel.
Rettroende (ortodokse) jøder fastholder de 13 trosprincipper, som blev formuleret af Maimonides (1138-1204). Det 12. trosprincip handler om Messias: "Jeg tror med fuld tro på Messias' komme. Og selv om han tøver, venter jeg alligevel hver dag, at han vil komme." 
Nogle jøder har dog en symbolsk forståelse af Messias. De forstår Messias som et symbol på menneskehedens kommende befrielse fra verdens ondskab. Der vil komme en tilstand af retfærdighed og fred i verden.

## Jødiske grupper
De vigtigste religiøse jødiske grupper i dag er ortodoks jødedom, konservativ jødedom og reformjødedom. Begrebet "traditionel jødedom" omfatter de ortodokse og de konservative jøder tilsammen, undertiden blot de ortodokse jøder.
- Ortodoks jødedom hævder, at både den skriftlige og den mundtlige Torah blev guddommeligt åbenbaret for Moses, og at buddene og rabbinernes forskrifter er bindende og uforanderlige.[18]

- Konservativ jødedom er karakteriseret ved en forpligtelse til traditionelle bud og skikke, herunder overholdelse af sabbatten. Samtidig har den konservative jødedom en vis kritisk holdning til religionen og en positiv holdning til moderne kultur og moderne videnskab. Den moderne videnskab skal tages i betragtning, når man fortolker jødiske religiøse tekster, mener den konservative jødedom.[18]
- Reformjødedom, også kaldt liberal jødedom, afviser de fleste af Toraens rituelle og ceremonielle love, men overholder de moralske love. Jødedommen ses som en størrelse, der altid er under udvikling.[18] Reformjødedommen lægger vægt på, at den enkelte jøde skal have en personlig forbindelse til den jødiske tradition.

## Hellige skrifter
De tekster, der er normative for jødedommen - de hellige skrifter - findes i to skriftsamlinger: Tanakh og Talmud. Af disse to er Tanakh den overordnede.

### Tanakh
Tanakh - der i store træk er identisk med Det Gamle Testamente i den kristne Bibel - er den jødiske Bibel.
Tanakh består af de tre hoveddele 1) Loven (Torah), 2) Profeterne (Neviʾim) og 3) Skrifterne (Ketuvim). Ordet "Tanakh" er fremkommet ved at sammensætte de første bogstaver i "Torah", "Nevi´im" og "Ketuvim" (TNK). "Torah" bruges visse steder til at betegne hele Tanakh.
Af disse tre er Loven - Torah - den grundlæggende. Loven udgøres af de fem Mosebøger. I snævrere forstand er Loven - også kaldt "Moseloven" - de 613 bud, som indeholdes i de fem Mosebøger.
Moseloven er kendetegnet ved at være udpræget kasuistisk: Den prøver at foregribe enhver tænkelig situation i menneskelivet, og at give et bud for hver enkelt af dem. Et eksempel herpå er dette bud: "Når en mands okse stanger en anden mands okse ihjel, skal de to mænd sælge den levende okse og dele pengene." 
Af de 613 bud bliver de 10 bud ofte fremhævet som de vigtigste bud i Moseloven. Jødisk tradition betragter de 10 Bud som Lovens 10 vigtigste bud og det teologiske grundlag for resten af budene. De 10 bud er ikke så detaljerede som de andre bud i Moseloven. De ses snarere som grundlæggende principper, der gælder universelt, på tværs af tid og omstændigheder.
Tanakh indeholder i alt 24 bøger, der er skrevet på hebraisk. To af disse bøger indeholder tekstdele, der er skrevet på aramaisk.

### Den skriftlige Lov og den mundtlige Lov
Jødedommen skelner mellem den skriftlige Lov (den skriftlige Torah) og den mundtlige Lov (den mundtlige Torah). Den skriftlige Lov, som er identisk med de fem Mosebøger, indeholder de bud, der anses for at være blevet åbenbaret direkte af Gud, mens den mundtlige Lov forklarer og konkretiserer disse bud. Begge dele anses for at være en guddommelig åbenbaring, men de adskiller sig i deres form såvel som i deres betydning og anvendelse. Den skriftlige Lov og den mundtlige Lov repræsenterer to komplementære, men forskellige former for guddommelig visdom.
Ifølge rabbinsk jødisk tradition gav Gud både den skriftlige Lov (Torahen) og den mundtlige Lov til Moses på Sinaibjerget. Den mundtlige Lov blev videregivet til de rabbinske ledere i de efterfølgende generationer.
I århundreder optrådte Torahen kun som en skriftlig tekst, der blev overført parallelt med den mundtlige tradition. Af frygt for, at den mundtlige lære ville blive glemt, påtog rabbiner Judah haNasi (ca. 135-217) sig den opgave at samle de forskellige traditioner og nedskrive dem i en lovsamling, der blev kendt som "den mundtlige Torah" eller "Mishna".

### Talmud
Talmud er en stor samling af citater og udtalelser af rabbinere (religiøse lærere) om Torah og om fortolkningen af den. Talmud blev færdigredigeret i løbet af 500-tallet i Israel. Det hebraiske ord "talmud" betyder "studium", og Talmuds formål er netop studiet af Torah.
Talmud behandler emner som religion, teologi, etik, moral, love, prædikener, ritualer, historie, geografi, naturvidenskab, astronomi, astrologi, medicin, magi, handel, håndværk, politiske problemer og sociale problemer. Talmud indeholder desuden Bibelfortællinger, legender og anekdoter om rabbinere.
Talmud består af to dele: Mishna og Gemara. Mishna, der er kendt som "den mundtlige Torah", blev skrevet omkring 200. Den senere Gemara er skrevet omkring 500 og er en kommentar til Mishna. Gemara blev efterhånden slået sammen med Mishna til Talmud.
Der findes to Talmuder. Den ene opstod i Israel omkring år 400 e.Kr. og bliver kaldt den jerusalemitiske Talmud (Talmud Yerushalmi). Den anden opstod i Babylonien, blev samlet i 500-tallet, og bliver kaldt den babylonske Talmud (Talmud Bavli). Når jøder taler om Talmud, mener de som regel den babylonske Talmud.

## Kabbala
Kabbala er den jødiske mystik. Kabbalister bruger ofte klassiske jødiske skrifter til at forklare og demonstrere deres lære. De mener, at deres lære forklarer den indre betydning af både Tanakh og traditionel rabbinsk litteratur.
Historisk set opstod kabbala fra den mystiske bevægelse, der blomstrede i Nordspanien og Sydfrankrig i 1200-tallet. Zohar, den grundlæggende tekst i kabbala, blev forfattet i slutningen af det 1200-tallet.

### Forening med Gud
Grundlaget for de kabbalistiske traditioner er menneskets søgen efter oplevelsen af et direkte forhold til Gud (Jahve).
Udtrykket devekut (hebraisk דבקות) beskriver denne oplevelse. Det er et begreb, der refererer til "nærhed til Gud", og som kan beskrives som en dyb, trancelignende meditativ tilstand, der opstår under bøn eller Torahstudium.
Gennem meditation, bøn, studiet af de hellige tekster og perfektionen af ens egen sjæl kan mennesket komme til at "kende" "det guddommelige lys", der er skjult i mennesket og i verden. Derved kan mennesket få en dybere forbindelse til Gud og en mere fyldestgørende viden om universets sande natur.
I centrum for den kabbalistiske opfattelse er således mystikerens søgen efter at opnå en følelsesmæssig, erfaringsmæssig og mental forening med Gud. "Det guddommelige" menes at gennemtrænge alt og er allestedsnærværende. 
Mystikeren opfatter hele den fysiske virkelighed som et "symbolsk system", der afspejler Guds åbenbaring i verden. Mystikeren forsøger at trænge ind i den guddommelige essens, der er skjult i alt. På denne måde søger kabbalisten at nå højderne af åndelig perfektion, at bringe sin sjæl tilbage til dens guddommelige rod, at holde fast i Guddommen og at blive inkluderet i den.
Et mål for den mystisk-kabbalistiske oplevelse i meditation er at nå til en åndelig erkendelse af den guddommelige sandhed, der langt overgår den fysiske verdens sandhed.

### Transformation af individet
Kabbala understreger, at oplevelsen af Gud eller det guddommelige ikke kun skal forstås som en erkendelse. Oplevelser har også en dybt følelsesmæssig og transformerende dimension.
"Det guddommelige lys" er her og nu i verden. Mennesket kan lære at genkende dette lys i sig selv og at reflektere det i verden.
I kabbala er Gud (Ein Sof) hinsides alle begreber, såsom rum og tid, og omfatter alt hvad der er. Gud er både transcendent og immanent til stede i verden, men har ikke en menneskelignende form og kan ikke afbildes. Enhedens primære egenskab er "evighed", da den ene "Sof", den udelte kilde, opererer bag al dualitet og polaritet. Denne kilde er ikke underlagt begrænsningerne i rum og tid; den er hinsides begyndelse og slutning, den er "rumløs og tidløs, uendelig og evig".

## Jødedommens historie
Tilhængere af jødedommen sporer deres religion tilbage til patriarken Abraham, der regnes for at være jødernes stamfader. Dengang blev jøderne kaldt "israelitter".
Israelitternes 12 stammer var ifølge Tanakh samlet i et rige under kong David og hans efterfølger kong Salomon. Den vigtigste helligdom var Salomons tempel i Jerusalem. Der findes dog ikke historiske eller arkæologiske beviser for det.
Før 586 f.Kr. synes polyteisme at have været udbredt blandt israelitterne. Arkæologiske fund giver det indtryk, at israelitternes religion ikke adskilte sig væsentligt fra den kanaanæiske religion. Her blev El dyrket som gudernes konge og verdens skaber. Han udpegede Jahve som stammegud for israelitterne. Ashera blev dyrket som frugtbarhedsgudinde og som Els kone, og deres søn var tordenguden Baal. Disse guddomme blev dyrket på helligsteder og i helligdomme rundt i landet.
Efter Salomons død blev riget ifølge Tanakh delt i et nordrige, Israel, med kongelige templer i Dan og Bethel, samt et sydrige, Juda, med et kongeligt tempel i Jerusalem. De ti stammer i Nordriget blev løbet over ende af assyrerne i 722 f.Kr., hvorefter disse ti stammer ophørte med at eksistere. Der var derefter kun de to stammer i Sydriget, Juda og Benjamin, tilbage. Juda var den dominerende stamme, og Benjamin smeltede gradvist sammen med den, så der kun var Juda tilbage. I 622 f.Kr. centraliserede kong Josia af Juda ifølge Tanakh religionsudøvelsen, så ofringer herefter kun måtte foregå i templet i Jerusalem.
Som en følge af det nordrigets fald og Juda-stammens efterfølgende dominerende stilling blev betegnelsen for folket gradvist ændret fra "israelitter" til "jøder" (afledt af "Juda"). For eksempel omtaler Esters Bog (fra 300-tallet f.Kr.) Mordokaj af Benjamins stamme som en "jøde" (Esters Bog 2:5; 5:13) og folket omtales som "jøderne" (Ester Bog 8:12). Tilsvarende blev betegnelsen for folkets religion herefter "jødedommen".
Den babylonske kong Nebukadnesar erobrede Juda i 586 f.Kr., i hvilken forbindelse han ødelagde templet i Jerusalem og førte en del af indbyggerne i eksil i Babylon. Det babylonske eksil varede 50 år - indtil 536 f.Kr. - da perserkongen Kyros løslod jøderne og lod dem vende hjem. Her genopbyggede de templet i Jerusalem i 515 f.Kr.
I de efterfølgende århundreder fik de jødiske hellige skrifter omtrent den form, som de har i dag, men redaktørerne af skrifterne har også trukket på langt ældre kilder. Herefter overlevede hebraisk som helligt sprog, mens jøderne begyndte at tale aramæisk eller græsk til daglig.
Samaritanerne var efterkommere af israelitter og kanaanæere fra Nordriget, som overlevede den assyriske besættelse, og disse anså Mosebøgerne for at være deres hellige skrifter. Da jøderne imidlertid ikke anså samaritanerne for at være racerene, blev deres religion normalt regnet for at være en selvstændig religion.
Frem til 70 e.Kr. opstod der divergerende retninger af jødedommen, hvoraf saddukæerne, farisæerne og essæerne synes at have været de væsentligste. Endvidere opstod der en række messianske og apokalyptiske bevægelser, hvoraf en udviklede sig til kristendommen.
Af de mange retninger inden for jødedommen overlevede kun den rabbinske jødedom, som byggede videre på farisæerne, samt kristendommen, som hurtigt udskilte sig som en selvstændig religion. Den rabbinske jødedom er kendetegnet ved troen på, at den skrevne Torah ikke kan fortolkes korrekt uden henvisning til den mundtlige Torah og den omfangsrige litteratur, der specificerer, hvilken adfærd der er sanktioneret af loven.
Et oprør mod romerne endte med, at den romerske hærfører Titus ødelagde Jerusalem og templet i Jerusalem i 70 e.Kr. Med nedbrændingen af templet ophørte jødedommen som offerreligion.
Bar Kokhba-oprøret mod romerne i årene 132-135 førte til et nyt nederlag for jøderne. Besættelsesmagten indførte nu strenge religiøse undtagelseslove for derved at lamme udøvelsen af Moseloven. Som følge heraf affolkedes landet, og de fleste jøder bosatte sig i udlandet. Der blev med årene etableret store jødiske kolonier i Rom, Athen, Alexandria, Karthago, Konstantinopel, Efesos og Antiokia. Senere spredte jøderne sig yderligere, især til Østeuropa og senere til USA. Jøder blev ofte forfulgt, især i Nazitidens Tyskland, men nogle steder var de også i stand til at etablere sig som en integreret del af lokale samfund, samtidig med at de bevarede deres tro og deres traditioner.
Helt frem til dannelsen af staten Israel i 1948 levede langt den største del af jøderne i diaspora (udlændighed). Mange millioner jøder lever stadig i diaspora den dag i dag.

## Menighedsliv
Som centrum for det jødiske religiøse og kulturelle liv står synagogerne, hvor der udføres religiøse handlinger, og hvor den jødiske gudstjeneste afholdes hver sabbat (den ugentlige hvile- og helligdag, som falder om lørdagen). Synagogerne fungerer desuden som forsamlingshuse for de enkelte menigheder.
En anden central rolle spiller rabbinerne, religiøse lærde, der er uddannet i jødisk tradition og lov, og som fungerer som overhoveder for individuelle menigheder.
Omskæring af drengebørn på ottendedagen efter fødslen er en central rite i jødedommen. Omskæring regnes som et tegn på den pagt, som Gud har indgået med Abraham og sker i henhold til et bud fra Moseloven.. Selve omskæringen foretages af en særligt uddannet jøde (mohel), og den fejres som en stor glædesfest.
Slægten og familien spiller en vigtig rolle i såvel de jødiske forestillinger som i den konkrete levevis. Ved bryllupsritualet i synagogen forenes parret under en baldakin (chuppah), som opstilles i synagogen. Parret vies på grundlag af de samme gammeltestamentlige tekster som bruges i den kristne kirke, dog oftest i en anden redaktion og en anden oversættelse. Vielsen kan i princippet ophæves igen i henhold til særlige religiøse kontrakter, som kan udarbejdes af parterne og rabbineren.

## Jødiske fester og helligdage
De jødiske fester og helligdage tager som regel udgangspunkt i centrale begivenheder i det jødiske folks historie. Her er en liste over de jødiske fester og helligdage (haggim):
- Sabbat - den ugentlige hvile- og helligdag
- Rosh Hashanah – det jødiske nytår
- Yom Kippur – forsoningsdagen
- Sukkot – løvhyttefesten
- Shemini atzeret — slutfesten på løvhyttefestens 8. dag
- Simchat Tora – toraglæden, en ny læsecyklus begynder
- Chanukka – lysfesten, genindvielse af templet
- Purim – festen til minde om redningen af de persiske jøder
- Pesach – den jødiske påske, til minde om jødernes udgang fra Ægypten
- Lag ba'ómer – en glædesfest
- Shavuot – ugefesten til minde om Toraens åbenbaring ved Sinaibjerget

## Jødedommens forhold til andre verdensreligioner
Både jødedommen, kristendommen og islam er abrahamitiske religioner, hvilket vil sige, at de sporer deres tradition tilbage til patriarken Abraham. De abrahamitiske religioner har det fællestræk, at de alle er monoteistiske og semitiske religioner. Jødedommen har således et naturligt fællesskab med kristendommen og islam. Derimod har den ikke et naturligt fællesskab med verdensreligioner, der tillader dyrkelse af flere guder, f.eks. hinduismen.

### Forholdet til kristendommen
Kristendommen begyndte som en bevægelse inden for jødedommen som en jødisk messiansk bevægelse, og de to religioner adskiltes gradvist i løbet af de første par århundreder efter Kristi fødsel. Den vigtigste forskel mellem de to religioner er, at kristendommen tror, at Jesus var den Messias, som den jødiske Bibel profeterede om, mens jødedommen afviser, at Jesus var Messias.
Den tidlige kristendom afviste, at overholdelse af Torahen var nødvendig for ikke-jøder, der omvendte sig til kristendommen. En anden forskel mellem de to religioner viste sig i opfattelsen af Gud. De fleste kristne trosretninger troede på en treenig Gud: Faderen, Sønnen og Helligånden var tre fremtrædelsesformer for den ene guddommelige væren. I modsætning hertil understreger jødedommen Guds enhed, og den afviser, at Gud har vist sig i en menneskelig form som Sønnen (Jesus).
Kristendommen anerkender den jødiske Bibel (Tanakh) - omtalt som "Det Gamle Testamente" af de kristne - som en del af sin Bibel, tillige med Det Nye Testamente. Jødedommen anerkender ikke Det Nye Testamente som et helligt skrift.
En tredje forskel viser sig i opfattelsen af tro og gerninger. Den protestantiske kristendom lægger vægt på troen (på Jesus Kristus som frelseren og Guds Søn) som betingelse for frelsen. Jødedommen lægger derimod vægt på at gøre gode gerninger og at overholde buddene i Torahen.
Den romersk-katolske kristendom indtager en mellemvej, idet den siger, at både tro og gerninger bidrager til en persons frelse.

### Forholdet til islam
Både jødedommen og islam er abrahamitiske religioner og har derfor en del fællestræk. I både jødisk og muslimsk tradition nedstammer både det jødiske folk og det arabiske folk fra Abraham. Jøderne nedstammer fra Abrahams søn Isak, mens araberne nedstammer fra Abrahams søn Ismael. Mens begge religioner er monoteistiske, adskiller de sig derved, at jøder ikke betragter Muhammed som en profet - endsige som den endegyldige profet.
Religiøse bånd mellem muslimer og jøder har eksisteret siden grundlæggelsen af islam på den arabiske halvø i 600-tallet. Muhammeds syn på jøder blev formet af hans omfattende kontakt med de jødiske stammer i Arabien i hans levetid. Islam deler værdier, retningslinjer og principper med den jødiske religion og betragter en del af den jødiske historie som en del af sin egen. Moses, den vigtigste jødiske profet, betragtes også af muslimer som en profet; han nævnes i Koranen 136 gange - mere end nogen anden person. F.eks. står der i Sura 19,51: "Og ihukom i bogen Moses, thi han var en udvalgt, og han var et sendebud, en profet."
I islam tilkendes jødedommen og kristendommen en særstilling i forhold til andre religioner, som direkte betegnes som hedenske. Jøder og kristne betegnes som ”bogens folk”, fordi de har hellige skrifter (Tanakh og den kristne Bibel).

### Forholdet til buddhismen
At praktisere buddhisme betragtes i jødedommen som en overtrædelse af Moselovens forbud mod afgudsdyrkelse, og de, der konverterer til buddhismen, betragtes som frafaldne. De jøder, som accepterer buddhismen, peger imidlertid på dens ikke-teistiske natur. Buddhismen involverer ikke en tro på Gud, hvilket gør den mere tilgængelig for jødiske agnostikere og ateister.
Også for troende jøder er det muligt at omfavne buddhistisk praksis uden at skulle foretage væsentlige ændringer i deres teologi. Jødiske buddhister ser ikke buddhistisk praksis som tilbedelse på trods af visse praksisser, såsom at ofre til en statue af Buddha.
Det påpeges af nogle iagttagere, at jødedom og buddhisme har et lighedspunkt i deres syn på lidelsen. Gennem hele den jødiske historie har lidelse været et tilbagevendende tema, især på baggrund af holocaust. Der har formet sig en lidelsesteologi, der gennemsyrer nutidig jødisk kultur, selv blandt dem, der føler sig afskåret fra troen. I buddhismens lære om den åndelige frelse er begrebet lidelse ligeledes centralt.
Mange jøder er tiltrukket af den buddhistiske meditation som et middel til at lindre den vold og konflikt, som de er vidne til i deres hverdag. Nogle retninger af ortodoks jødedom har taget meditation til sig siden 1700-tallet som et middel til at kommunikere med Gud. Reformjøder har dog foretrukket en mere rationalistisk, intellektuel form for tilbedelse. Nogle børn og børnebørn af holocaust-overlevende har fundet trøst i buddhistiske forklaringer på lidelsens natur.